# Вероника Бахофена
Вероника Бахофена (лат. Veronica bachofenii) — многолетнее травянистое растение, вид рода Вероника (Veronica) семейства Подорожниковые (Plantaginaceae).

## Распространение и экология
Западная Европа: Болгария (западная часть Стара-Планины), Румыния (Трансильвания и Южные Карпаты), Сербия (восточная часть).
Произрастает на скалах, сухих холмах и щебнистых долинах.

## Ботаническое описание
Растение высотой 20—30 см, серовато-опушённое.
Листья супротивные, на черешках, треугольные, продолговато-яйцевидные до продолговато-ланцетных, с округло-сердцевидным основанием, заострённые, по всему краю двояко-остропильчатые, голые. Прицветники линейные, вдвое длиннее цветоножек.
Кисти густые, верхушечные, в бутонах длинно заострённые, иногда бывают пазушные супротивные, более рыхлые кисти; доли чашечки почти равны между собой, ланцетно-линейные, острые. Венчики ярко-синие, с отгибом из четырёх яйцевидно-продолговатых неравных острых лопастей. Тычинки превышают или равны венчику, с прямыми нитями и яйцевидными пыльниками.
Коробочка округлая, едва выемчатая, с отогнутыми остающимися долями чашечки. Семена мелкие, плоские.

## Таксономия
Вид Вероника Бахофена входит в род Вероника (Veronica) семейства Подорожниковые (Plantaginaceae) порядка Ясноткоцветные (Lamiales).
|  |                                      |  |                                                             |                                                             |                          |  | ещё 21 семейство (согласно Системе APG II) | ещё 21 семейство (согласно Системе APG II) |                       |  |  |  | ещё от 300 до 500 видов |
|  |                                      |  |                                                             |                                                             |                          |  | ещё 21 семейство (согласно Системе APG II) | ещё 21 семейство (согласно Системе APG II) |                       |  |  |  | ещё от 300 до 500 видов |
|  |                                      |  |                                                             | порядок Ясноткоцветные                                      |                          |  |                                            |                                            | род Вероника          |  |  |  |                         |
|  |                                      |  |                                                             | порядок Ясноткоцветные                                      |                          |  |                                            |                                            | род Вероника          |  |  |  |                         |
|  | отдел Цветковые, или Покрытосеменные |  |                                                             |                                                             | семейство Подорожниковые |  |                                            |                                            | вид Вероника Бахофена |  |  |  |                         |
|  | отдел Цветковые, или Покрытосеменные |  |                                                             |                                                             | семейство Подорожниковые |  |                                            |                                            |                       |  |  |  |                         |
|  |                                      |  | ещё 44 порядка цветковых растений (согласно Системе APG II) | ещё 44 порядка цветковых растений (согласно Системе APG II) |                          |  |                                            | ещё 90 родов                               | ещё 90 родов          |  |  |  |                         |
|  |                                      |  |                                                             | ещё 44 порядка цветковых растений (согласно Системе APG II) |                          |  |                                            |                                            | ещё 90 родов          |  |  |  |                         |